# José Maurício Nunes Garcia
Le Père José Maurício Nunes Garcia (Rio de Janeiro, 22 septembre 1767 – Rio de Janeiro, 18 avril 1830) est un compositeur portugais puis brésilien. Ayant vécu la transition entre le Brésil-colonie et le Brésil impérial, il est considéré comme l'un des plus grands compositeurs des Amériques de la dernière moitié du XVIIIe siècle et de la première moitié du XIXe siècle.

## Biographie
Métis d'origine modeste, José Maurício Nunes Garcia eut pour parents Apolinário Nunes Garcia et Victória Maria da Cruz, tous deux métis et esclaves affranchis. Son père décéda en 1773, alors qu'il était encore enfant; sa mère, percevant ses talents de musicien, aurait demandé à Salvador José de Almeida e Faria, musicien originaire du Minas Gerais et ami de la famille, de l'initier à la musique.
Nunes Garcia aurait été enfant de chœur à la cathédrale de Rio de Janeiro, alors installée dans l'église de Nossa Senhora do Rosário e São Benedito, où il aurait appris le clavecin, l'orgue, le solfège, le chant grégorien et le latin. Musicien précoce, il donnait déjà des leçons de musique à l'âge de douze ans, et composa sa première œuvre en 1783, à l'âge de 16 ans: l'antienne Tota pulchra es Maria, qu'il dédia à la cathédrale. Il fut également professeur de musique à la confrérie de Sainte Cécile, fondée en 1784.
En 1792 il fut ordonné prêtre, non sans difficultés en raison de sa couleur de peau et de ses origines modestes.
En juillet 1798, Nunes Garcia succéda au chanoine Lopes Ferreira au poste de maître de chapelle de la cathédrale. Sa fonction incluait la composition de pièces commandées par le Sénat pour les fêtes liturgiques, les mariages et les naissances de la famille royale. Une des premières œuvres qui lui furent commandées fut le Te Deum, action de grâce pour la naissance du prince Dom Pedro en 1798.
Au tournant du siècle, Nunes Garcia chercha à se perfectionner dans l'éloquence et la rhétorique, disciplines utiles pour son sacerdoce. Dans ce cadre, il fit la connaissance de Manuel Inácio da Silva Alvarenga, originaire d'Ouro Preto, intellectuel lié au cercle de la Conjuration Mineira. Ce dernier réveilla chez Nunes Garcia un profond sentiment patriotique présent dans les compositions de cette période, marquée par les modinhas liturgiques. De son activité d'orateur il ne reste cependant que quelques témoignages et le titre de quelques sermons.
En 1808, l'arrivée de la Famille Royale Portugaise à Rio de Janeiro bouleversa le panorama artistique de la ville. Nunes Garcia obtint les faveurs du prince régent Jean VI de Portugal, grand amateur de musique, dont il reçut le titre d'"employé personnel". Malgré l'opposition des prêtres portugais, qui reprochaient à Nunes Garcia son "défaut physique visible", Jean VI le nomma maître de la Chapelle Royale, récemment créée sous le modèle de celle de la cour à Lisbonne, et formée par des musiciens locaux et européens. La Chapelle Royale fut installée à l'église Nossa Senhora do Carmo, que le souverain hissa au rang de cathédrale.
La période entre 1808 et 1811 fut la plus productive de la carrière de Nunes Garcia, pendant laquelle il composa environ soixante-dix œuvres. En 1809, l'arrivée de musiciens portugais à la Chapelle Royale fit évoluer le style de Nunes Garcia, mais marqua également le début d'une nouvelle vague de protestations à son encontre en raison de ses origines métisses. Nunes Garcia bénéficiait cependant du soutien indéfectible du prince régent: en février 1809, celui-ci, enthousiasmé par la musique qu'il venait d'entendre lors d'un concert à la Quinta da Boa Vista (la résidence de la famille impériale), retira de la boutonnière du baron de Vila Nova l'insigne de chevalier de l'habit de l'Ordre du Christ, et l'accrocha aussitôt à la soutane du prêtre, l'ordonnant ainsi chevalier, à la grande indignation des membres de la cour.
En 1811 arriva à la cour Marcos Antonio da Fonseca Portugal, compositeur et organiste portugais de renom, maître de la Chapelle Royale de Lisbonne que, désertée, il décida de quitter à contre-cœur. Bien que les deux musiciens aient eu des relations cordiales et qu'ils s'appréciassent mutuellement, le Sénat et la cour prirent le parti du Portugais contre le Brésilien et obligèrent Jean VI à remplacer le second par le premier à la tête de la Chapelle Royale. Le Brésilien continua, cependant, à bénéficier des faveurs du prince et composa même, quoique de manière sporadique, quelques nouvelles œuvres pour la Chapelle Royale. Le 22 novembre 1814, Nunes Garcia reçut de Jean VI une pension annuelle de vingt-cinq mille réis.
En 1816, en hommage à la reine Marie Ire de Portugal, décédée la même année à Rio de Janeiro, le Tiers-Ordre du Carmel commanda à Nunes Garcia deux pièces qui figurent parmi ses chefs-d'œuvre: le Requiem et l'Office des défunts de 1816.
Le 26 mars 1816 arriva au Brésil la Mission artistique française. Convoqué par Jean VI, soucieux de développer les arts et la culture dans le pays, le groupe était dirigé par Joachim Lebreton, de l'Académie des inscriptions et belles-lettres, et composé, entre autres, des peintres Jean-Baptiste Debret et Nicolas Antoine Taunay et de l'architecte Auguste Henri Victor Grandjean de Montigny. Taunay déclara son admiration pour "le grand mulâtre" Nunes Garcia.
La même année, arriva à la cour le compositeur autrichien Sigismund Neukomm, élève de Joseph et de Michael Haydn, avec qui Nunes Garcia se lia d'amitié. Sans doute en raison de sa nationalité, Neukomm fut lui aussi boycotté par la cour, et comme Nunes Garcia, bénéficia de la protection du prince régent qui l'orienta vers l'enseignement musical. Il eut pour élèves le prince Dom Pedro et le musicien Francisco Manuel da Silva. Plus tard, Nunes Garcia dirigea les premières brésiliennes du Requiem de Mozart (1819) et de La Création de Haydn (1821).
En 1817, sur ordre de Jean VI, Nunes Garcia composa l'opéra Le Due Gemelle, le premier opéra composé au Brésil. L'œuvre ne survécut pas à l'incendie qui ravagea le Théâtre Royal São João, en 1825.
La grave crise financière et l'appauvrissement de la vie culturelle brésilienne, après le retour de Jean VI au Portugal en 1821 et l'indépendance du Brésil en 1822, ralentirent la production musicale de Nunes Garcia, déjà mise en difficulté par les mauvaises conditions de santé du compositeur.
En 1826 il composa son chant du cygne, la Messe de Sainte Cécile, pour la confrérie du même nom. Œuvre monumentale, son manuscrit fut donné par son fils, José Mauricio Nunes Garcia Junior, à l'Institut Historique et Géographique Brésilien. De 1826 jusqu'à sa mort, Nunes Garcia s'employa à revoir l'orchestration de cette messe, et écrivit un Traité d'Harmonie, aujourd'hui perdu.
Ayant perdu ses rentes après le départ de Jean VI, Nunes Garcia vécut ses dernières années dans un grand dénuement. Le 18 avril 1830, en présence de son fils et d'un esclave, il rendit son dernier soupir en murmurant un hymne à la Vierge. La Confrérie de Sainte Cécile prit en charge ses obsèques, et il fut inhumé dans l'église São Pedro dos Clérigos au son de sa Symphonie Funèbre.
Fait courant dans la société brésilienne, Nunes Garcia, malgré son statut de prêtre, eut pour compagne Severiana Rosa de Castro, elle aussi métisse affranchie, dont il eut six enfants, dont cinq seulement survécurent: Apolinário José en 1807, José Mauricio Junior en 1808 (le seul qu'il reconnut), Josefina  en 1810, Panfília en 1811 et Antônio en 1813.

## Œuvres
Nunes Garcia composa environ 26 Messes, quatre Requiem, des Répons, des Matines, des Vêpres, un Miserere, un Stabat Mater, un Te Deum, des Hymnes, des modinhas et de courtes pièces profanes.
Quelque 240 pièces écrites par Nunes Garcia survivent aujourd'hui, et au moins 170 autres furent perdues. Un grand nombre de ses œuvres se trouve aux Archives du Chapitre Métropolitain de Rio de Janeiro, récemment restaurées et numérisées dans le cadre d'un projet subventionné par la compagnie Petrobrás. Les œuvres sont disponibles sur le site http://www.acmerj.com.br.

### Compositions principales
- Musique dramatique: Coro para o entremês (1808); O Triunfo da América (Le Triomphe de l'Amérique, 1809); Ulisséia (Odyssée, 1809); Le Due Gemelle (Les Deux Jumelles, 1817).
- Musique d'orchestre: Sinfonia fúnebre (Symphonie funèbre, 1790); Sinfonia tempestade (Symphonie La Tempête).
- Modinhas: Beijo a mão que me condena; No momento da partida.
- Musique instrumentale: Douze divertissements (1817).
- Musique sacrée: Tota pulchra es Maria (1783); Ecce sacerdos (1798); Bendito e louvado seja (Béni et loué soit, 1814 et 1815); Christus factus est (1798?); Miserere para Quarta-feira de trevas (Miserere pour le mercredi de la Semaine sainte, 1798); Libera me (1799); Missa de Réquiem (1799); Ofício de defuntos (1799); Judas mercator (1809); Matinas da ressureição (1809?); Missa de Requiem (1809); Missa de Réquiem (1816); Missa de Santa Cecília (1826).

#### Autres compositions
- Lesson N. 11. Partition et fichiers sons

## Sources
- (pt) Cet article est partiellement ou en totalité issu de l’article de Wikipédia en portugais intitulé « José Maurício Nunes Garcia » (voir la liste des auteurs).
- (pt) Site consacré à Nunes Garcia, version en portugais
- (en) Site consacré à Nunes Garcia, version en anglais